# Coalición Nacional por la Democracia
La Coalición Nacional por la Democracia fue una coalición de partidos políticos nicaragüenses liderada por el Partido Liberal Independiente e integrada por el Movimiento Renovador Sandinista, Unión Demócrata Cristiana, Cruzada Liberal por la Unidad, Movimiento Constitucional Ramiro Sacasa Guerrero, Partido Nueva Alianza Cristiana, Partido Acción Ciudadana, Partido Movimiento de Unidad Costeña y un sector del Partido Resistencia Nicaragüense. Fue fundada en 2015 con la intención de presentarse a las elecciones generales de Nicaragua de 2016 pero se disolvió antes de estas.

## Historia
En 2015 el derechista Partido Liberal Independiente (PLI) promovió la creación de la nueva Coalición Nacional por la Democracia. En octubre el Movimiento Renovador Sandinista (MRS) se incorporó a esta.
En 2016 varias facciones del PLI se disputaron judicialmente la representación legal del partido. En junio la Corte Suprema de Justicia dictó sentencia a favor de la facción liderada por Pedro Reyes Vallejos y en contra de Eduardo Montealegre, representante del PLI y coordinador de la coalición. Esto supuso el comienzo de la disolución de la Coalición Nacional por la Democracia. En julio el Saturnino Serrato, líder de la Nueva Alianza Cristiana, se retiró de la coalición.
En septiembre, Montealegre anunció su retirada de la política, quedando la coalición pendiente de elegir un nuevo coordinador. El 6 de septiembre la coalición fue relanzada bajo el nombre de Ciudadanos por la Libertad, sin el liderazgo del PLI y excluyendo de la coalición al MRS, que crearía su propia coalición llamada Frente Amplio por la Democracia.